# Deutsche Botschaft Banjul
Die Deutsche Botschaft Banjul ist die diplomatische Vertretung Deutschlands in Gambia. Sie befindet sich am Bertil Harding Highway in Kanifing, der Nachbarstadt der Hauptstadt Banjul.

## Geschichte
Die Aufnahme diplomatischer Beziehungen zwischen Deutschland und Gambia erfolgte am 26. April 1965, kurz nach der Unabhängigkeit Gambias von Großbritannien. Deutschland unterhielt in Banjul ein Honorarkonsulat, der Botschafter in Dakar, Senegal, war in Gambia nebenakkrediert. Unter dem 2017 neu gewählten Staatspräsidenten Adama Barrow intensivierten sich die politischen Beziehungen. Am 17. Mai 2023 eröffnete Deutschland eine Botschaft in Banjul.
Als erster Botschafter wurde Klaus Botzet nach Gambia entsandt. Am 23. August 2023 übergab er dem Verteidigungsminister, Sering Modou Njie, in Vertretung des Außenministers, sein Beglaubigungsschreiben.